# Thomas Howes
Pour les articles homonymes, voir Howes.
Thomas Howes est un acteur britannique, né le 30 novembre 1985 à Doncaster. Il est principalement connu pour le rôle de William Mason dans Downton Abbey.

## Carrière
Il est surtout connu pour avoir joué le rôle de William Mason, le deuxième valet de pied dans Downton Abbey d'ITV, et a joué le rôle du joueur de Manchester United Mark Jones dans le téléfilm de 2011 sur la catastrophe aérienne de Munich, United,. Il a également joué sur scène dans les rôles de Dickie dans The Winslow Boy (The Theatre Royal, Bath) et Scripps dans The History Boys (La tournée britannique du National Theatre), et à la radio dans le rôle de Joseph Prado dans Tulipes en hiver,.

## Filmographie

### Cinéma
- 2011 : United : Mark Jones
- 2012 : Anna Karénine : Yashvin

### Télévision
- 2008 : ChuckleVision : Ralf jeune
- 2010-2011 : Downton Abbey : William Mason
- 2013 : Les Enquêtes de Murdoch : Winston Churchill
- 2019 : Gentleman Jack : John Booth
- 2020 : Call the Midwife : Eddie Tannerman